# Aborcja w Belgii
Aborcja w Belgii – na mocy kodeksu karnego z 1867 roku przerywanie ciąży było zakazane bez względu na okoliczności, aczkolwiek aborcja dokonana w celu ratowania życia matki mogła zostać uznana za legalną jako działanie w stanie wyższej konieczności. Przepisy dotyczące służby zdrowia wprowadzały wymóg, aby zagrożenie to było potwierdzone przez trzech lekarzy, a zabieg przeprowadzony w szpitalu za zgodą kobiety ciężarnej. Przeprowadzenie aborcji z naruszeniem przepisów było surowo karane. W 1923 roku wprowadzono do kodeksu karnego poprawkę penalizującą udostępnianie informacji na temat możliwości dokonania aborcji. W 1971 roku rozpoczęto działania mające na celu legalizację aborcji. Kolejne projekty ustaw były odrzucane. Ostatecznie 3 kwietnia 1990 roku przyjęto ustawę legalizującą aborcję w pierwszych trzech miesiącach ciąży pod warunkiem podpisania przez kobietę ciężarną oświadczenia, że znajduje się w sytuacji kryzysowej, odbycia odpowiednich konsultacji i zachowania odstępu min. sześciu dni między konsultacją i zabiegiem. Zabieg musi być wykonany w dobrych warunkach sanitarnych w centrum opieki zdrowotnej.